# Bogenhausener Tor

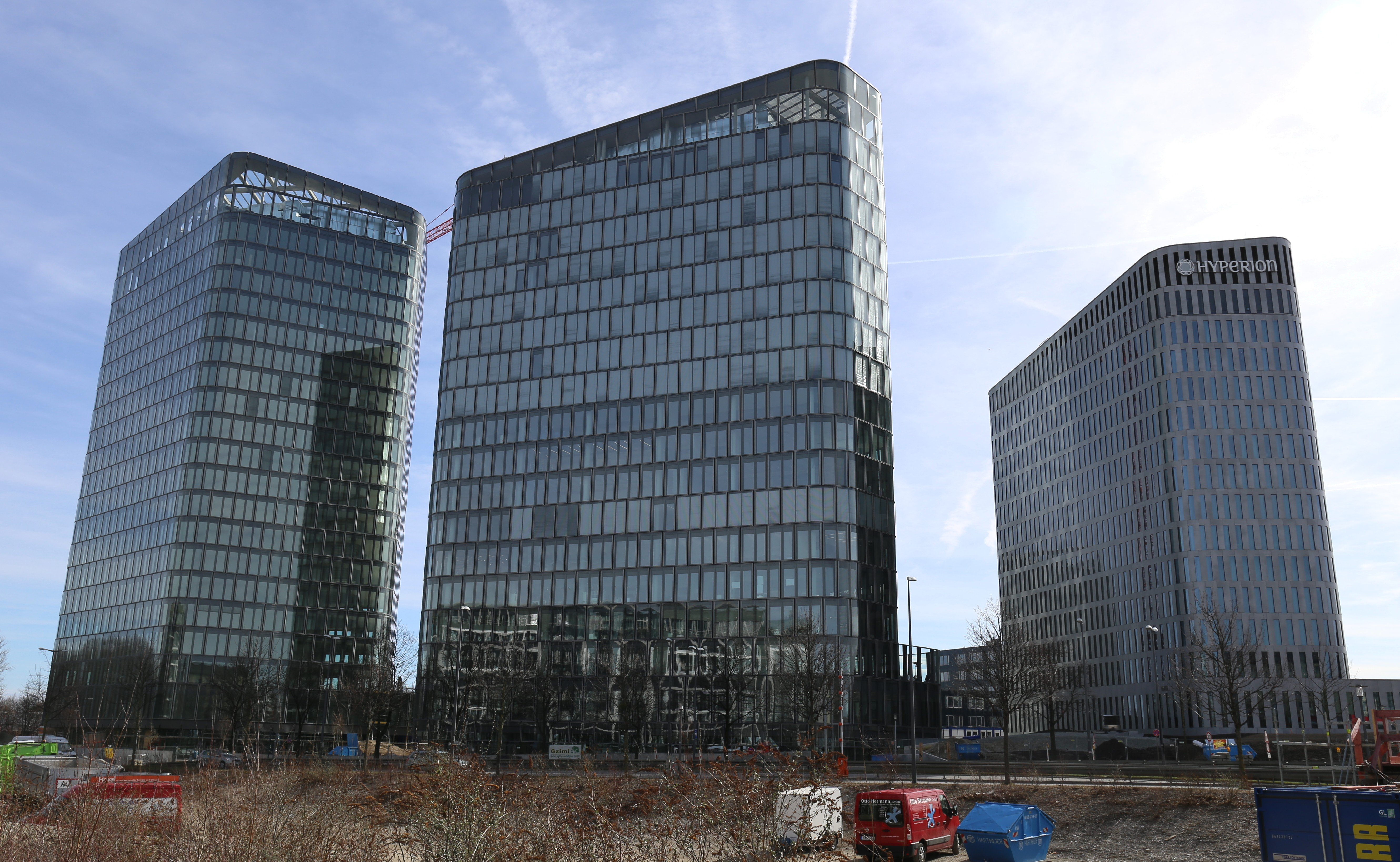
Das Bogenhausener Tor (März 2019)

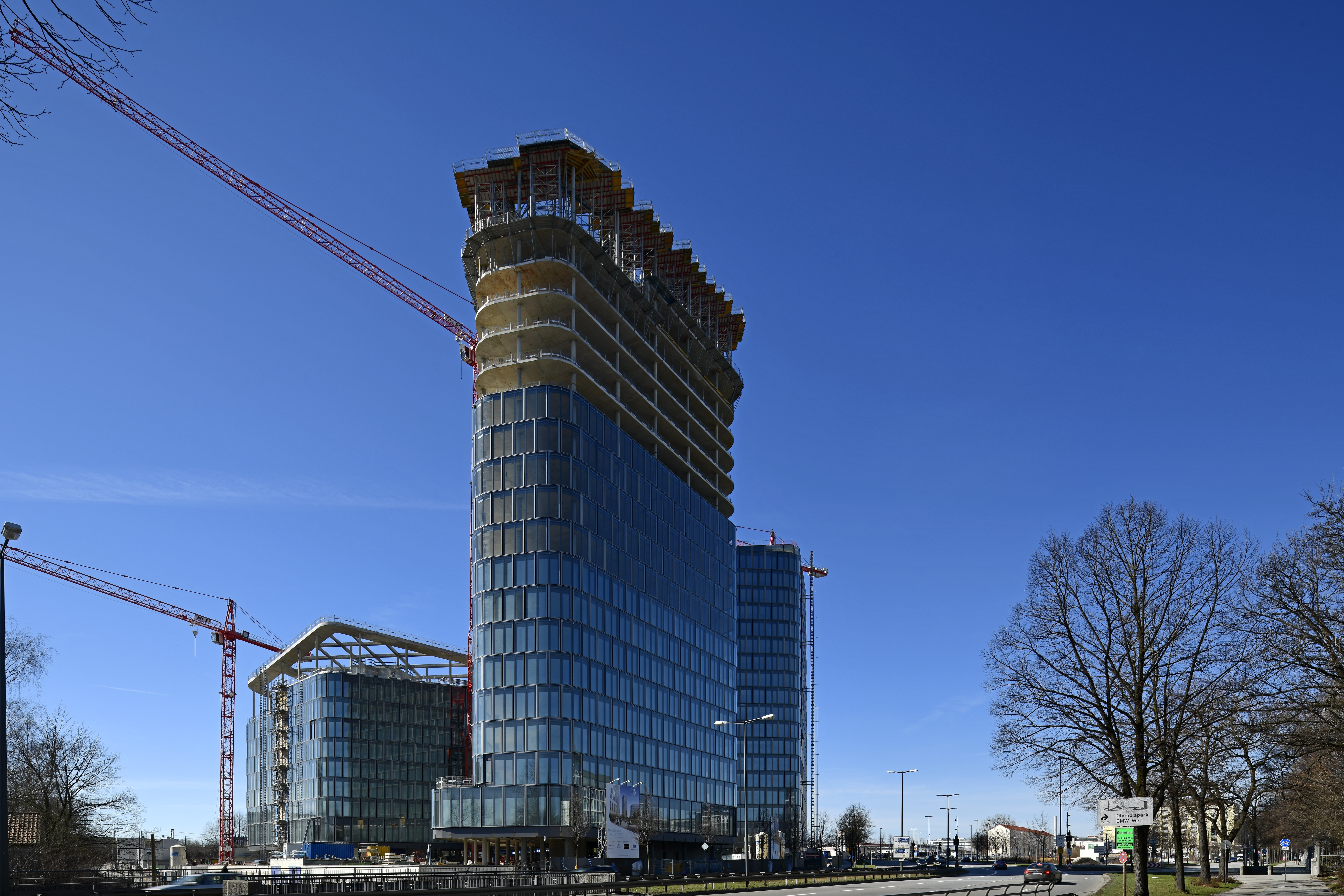
Das Bogenhausener Tor (März 2018)

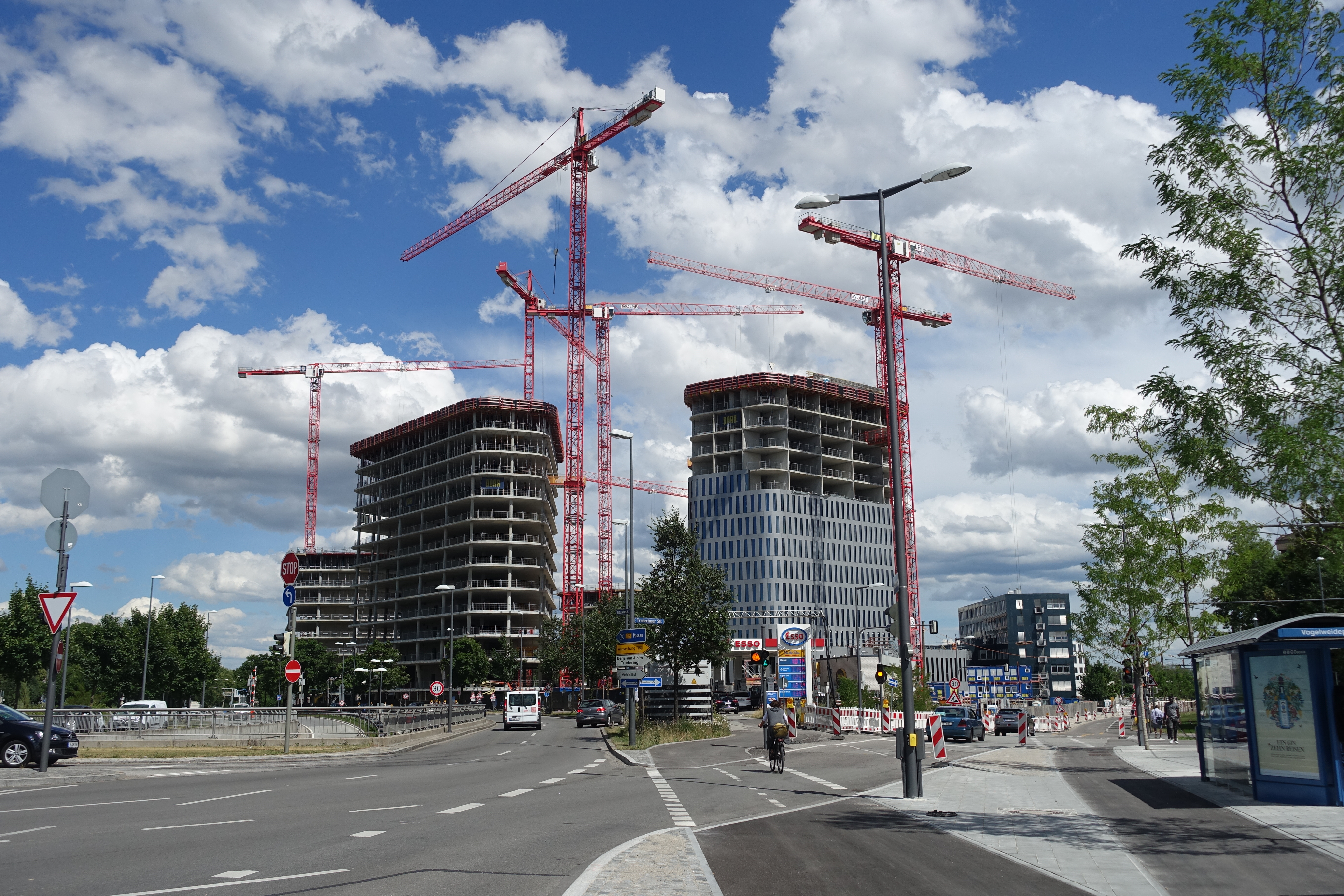
Das im Bau befindliche Bogenhausener Tor (2017)

Das Bogenhausener Tor (auch: Bavaria Towers) ist ein Bauprojekt im Münchener Stadtteil Steinhausen im Stadtbezirk 13 Bogenhausen.

## Lage
Das Baugelände für das Bogenhausener Tor liegt am Vogelweideplatz, an dem die Prinzregentenstraße und die Einsteinstraße in die Bundesautobahn 94 (Töginger Straße) übergehen.

## Geschichte
Der Bau des Richard-Strauss-Tunnels brachte auch für den Vogelweideplatz Veränderungen mit sich: Es wurde ein Anschluss der Autobahn zu dem Tunnel geschaffen, und dafür wurde die Zufuhr von der Einsteinstraße aus verlegt, wodurch neue Baugrundstücke in städtischem Besitz entstanden.
Nach dem Abschluss der Bauarbeiten soll auf dem vorher größtenteils unbebauten und durch die Bauarbeiten veränderten Gelände ein repräsentativer Eingang von der Autobahn in die Stadt geschaffen werden. Daher trägt das Projekt auch den Namen "Stadtportal München Ost".
In das Projekt soll auch das Gewerbegebiet südlich der Einsteinstraße einbezogen werden, dessen Bauwerke nicht mehr den heutigen Anforderungen entsprechen.

2008 wurde von der Bogenhausener Tor Immobilien GmbH eine Ausschreibung durchgeführt. Darin heißt es unter anderem: 

„Die Gesamtsituation soll auf eine zeitgemäße Interpretation des Themas "Stadteinfahrt" abzielen. Die Planung soll der doppelten Torwirkung des Standortes - stadtein- und auswärts - gerecht werden. ... Die Auslober erwarten räumliche Kompositionen aus Gebäuden und Freiflächen, die sowohl eine städtebauliche Aufwertung des städtischen Raumes und der privaten Grundstücke bewirken als auch imagebildend für München, insbesondere für den Münchner Osten, sind.“

Die eingereichten Entwürfe wurden von einer Jury bewertet, der u. a. Münchens Oberbürgermeister Christian Ude angehörte. Am 5. März 2009 wurde die Entscheidung getroffen. Dabei erreichte der Entwurf des spanischen Architekturbüros Nieto Sobejano Arquitectos aus Madrid den ersten Platz.

## Beschreibung
In dem Entwurf von Nieto Sobejano Arquitectos ist auf beiden Seiten der Einsteinstraße eine parkartige Grünanlage mit Bäumen und Sträuchern vorgesehen, in der locker verteilt fünf Hochhaustürme mit einer Höhe von 39 bis 87 m stehen. Ein Turm steht zwischen Einstein- und Prinzregentenstraße, die vier übrigen südlich der Einsteinstraße. Vier Türme sind als Bürogebäude geplant, der fünfte als Hotel. Eine Brücke ermöglicht ein barrierefreies Überqueren der Einsteinstraße.
Die vier Türme Sky Tower (ca. 83 m), Blue Tower (ca. 72 m), Star Tower (ca. 46 m) und White Tower (ca. 53 m) sind von allen Seiten sichtbar – sowohl aus der Stadt als auch bei der Anfahrt.
Die fünf Türme haben ein unregelmäßiges Fünfeck mit einer Fläche von 1100 m² als Grundriss. Insgesamt ergibt sich eine Nutzfläche von etwa 100.000 m². Die einzelnen Türme sind in unterschiedlichen Abständen voneinander und in unterschiedlicher Orientierung zueinander angeordnet, und ihre Dachflächen sind unterschiedlich geneigt und orientiert, so dass sich ein möglichst ansprechender optischer Gesamteindruck ergibt.
Der Entwurf ist in verschiedenen Ebenen konzipiert. Dazu heißt es in der Eingabe:
1. eine Untergeschossebene, welche die Parkplätze des ersten Tiefgaragengeschosses und die An- und Ablieferung aufnimmt,
2. im Souterrain eine Verbindungsebene der verschiedenen Gebäude unterhalb des öffentlichen Platzes, mit runden Tageslichthöfen, Anfahrtszone für Taxis und Servicefahrzeuge sowie Stellplätze für Fahrräder und Kurzzeitparker,
3. ein neuer Park, dessen Topografie mit Böschungen lärm- und schmutzgeschützte Bereiche definiert und der unabhängig von den Gebäuden funktioniert,
4. ein Komplex aus einer zweigeschossigen Sockelzone zur Aufnahme von gemeinsam genutzten Flächen und Serviceräumen wie z. B. Lobby, Restaurants, Fitnessräumen, Kindergarten, Technikräumen und Lager,
5. fünf Türme unterschiedlicher Höhe, abhängig von ihrer Lage und der Sichtverträglichkeit aus der Stadt heraus und von der Autobahn.

## Bebauungsplan
Die Genehmigung für das nördlich der Einsteinstraße gelegene Planungsgebiet wurde nach Einwänden des benachbarten Grundstückseigentümers Giesecke & Devrient zunächst zurückgestellt. Konkret wendete sich der Eigentümer gegen das geplante Hochhaus von ca. 88 m, das nach seiner Auffassung zum einen gerade den hochsensiblen Bereich der Anlieferung und des Abtransports der Banknoten im Innenhof einer uneingeschränkten Einsichtnahme aussetzt und zum anderen während der wohl ca. zweijährigen Bauzeit Erschütterungen in einer Dimension zu befürchten sind, die eine Fortführung der Produktion unmöglich erscheinen lassen. Deshalb kam es zur Teilung des Baugebiets und der Bereich südlich der Einsteinstraße wurde als Bebauungsplan Nr. 2038a weitergeführt und schließlich am 4. Juni 2014 vom Ausschuss für Stadtplanung und Bauordnung genehmigt. Die Planung für das Gebiet zwischen Einstein- und Prinzregentenstraße wurde demgegenüber zurückgestellt. Anfang 2015 wurde aber bekannt, dass die Firma Giesecke & Devrient plant, den Produktionsstandort an der Prinzregentenstraße aufzugeben (vergleiche u. a. Süddeutsche Zeitung vom 26. Februar 2015). Damit entfällt der Haupteinwand gegen die Bebauung nördlich der Einsteinstraße. Der angrenzende Vogelweideplatz, der derzeit als PKW-Stellplatz genutzt wird, soll gemäß der ursprünglichen Planung künftig als öffentliche Grünfläche gestaltet werden.